# Neferkahor
Neferkahor là một pharaon Ai Cập của Vương triều thứ Tám trong thời kỳ Chuyển tiếp thứ nhất. Theo các nhà Ai Cập học Jürgen von Beckerath và Darell Baker, ông là vị vua thứ mười một của vương triều này.
Tên của ông chỉ được chứng thực trên bản danh sách vua Abydos (số 50) và trên một con dấu hình trụ bằng đá steatite màu đen không rõ lai lịch. Tên của ông không có mặt trong cuộn giấy cói Turin, một vết hổng lớn đã ảnh hưởng tới các vị vua của vương triều thứ 7/8 tại nơi tên của ông được ghi lại.